# Célia Perron
Célia Perron (* 18. April 1997 in Ploemeur) ist eine französische Leichtathletin, die sich auf den Siebenkampf fokussiert.

## Sportliche Laufbahn
Erste internationale Erfahrungen sammelte Célia Perron im Jahr 2015, als sie bei den Junioreneuropameisterschaften in Eskilstuna mit 5083 Punkten den 20. Platz belegte. 2019 erreichte sie bei den U23-Europameisterschaften im schwedischen Gävle mit 5514 Punkten Rang 17. 2021 klassierte sie sich bei den Halleneuropameisterschaften in Toruń mit 4310 Punkten auf dem achten Platz im Hallenfünfkampf und 2023 belegte sie bei den World University Games in Chengdu mit 5862 Punkten den fünften Platz im Siebenkampf. 2025 gelangte sie bei den Halleneuropameisterschaften in Apeldoorn mit 4362 Punkten auf den zehnten Platz im Fünfkampf und kurz darauf wurde sie bei den Hallenweltmeisterschaften in Nanjing mit 4433 Punkten Siebte.
In den Jahren 2021, 2024 und 2025 wurde Perron französische Hallenmeisterin im Hallenfünfkampf.

## Persönliche Bestleistungen
- Siebenkampf: 6138 Punkte, 19. Mi 2024 in Oyonnax
  - Fünfkampf (Halle): 4471 Punkte, 22. Februar 2025 in Miramas